# Världsmästerskapen i nordisk skidsport 1925
Världsmästerskapen i nordisk skidsport 1925 ägde rum i Johannisbad (Janské Lázně) i dåvarande Tjeckoslovakien mellan den 4 och 14 februari 1925.

## Längdskidåkning herrar

### 18 kilometer
12 februari 1925
| Medalj | Tävlande         | Tid       |
| Guld   | Otakar Německý   | 1:43.38,0 |
| Silver | František Donth  | 1:43.54,5 |
| Brons  | Josef Erleback   | 1:45.40,0 |
| 4      | Josef Adolf      | 1:48.16,0 |
| 5      | Josef Bräth      | 1:48.46,0 |
| 6      | Giuseppe Ghedina | 1.48.47,0 |
| 7      | Enrico Colli     | 1:48.53,5 |
| 8      | František Häckel | 1:49.46,0 |
| 9      | Vincenzo Colli   | 1:50.26,5 |
| 10     | Josef Německý    | 1:51.41,0 |

### 50 kilometer
14 februari 1925
| Medalj | Tävlande         | Tid       |
| Guld   | František Donth  | 5:09.56,0 |
| Silver | František Häckel | 5:11.20,0 |
| Brons  | Antonín Ettrich  | 5:15,12,0 |
| 4      | Josef Adolf      | 5:23.01,0 |
| 5      | Josef Erleback   | 5:29.47,5 |
| 6      | Josef Německý    | 5:34.26,0 |
| 7      | Karel Koldovský  | 5:34.49,5 |
| 8      | Enrico Colli     | 5:39.26,0 |
| 9      | Josef Körber     | 5:40.24,0 |
| 10     | J. Martin        | 5:44.18,0 |

## Nordisk kombination

### Individuellt, (backhoppning + 18 kilometer längdskidåkning)
4 februari 1925
| Medalj | Tävlande           | Poäng  |
| Guld   | Otakar Německý     | 35,816 |
| Silver | Josef Adolf        | 32,874 |
| Brons  | Xaver Affentranger | 32,096 |
| 4      | Franz Wende        | 31,236 |
| 5      | Josef Bím          | 30,750 |
| 6      | Johan Blomseth     | 30,347 |
| 7      | Peter Radacher     | 29,972 |
| 8      | Bruno Braun        | 29,666 |
| 9      | Josef Bräth        | 29,560 |
| 10     | Walter Wagner      | 29,555 |

## Backhoppning

### Stora backen
12 februari 1925
| Medalj | Tävlande        | Poäng  |
| Guld   | Willen Dick     | 18,985 |
| Silver | Henry Ljungmann | 18,442 |
| Brons  | František Wende | 18,111 |
| 4      | Otto Schrimpel  | 17,083 |
| 5      | Adolf Berger    | 17,055 |
| 6      | Stefan Lauener  | 17,027 |
| 7      | Max Kröckel     | 16,944 |
| 8      | Josef Bím       | 16,500 |
| 9      | Rudolf Burkert  | 16,222 |
| 10     | E. Lauer        | 16,192 |

## Medaljligan
| Placering | Nation          | Guld | Silver | Brons | Totalt |
| --------- | --------------- | ---- | ------ | ----- | ------ |
| 1         | Tjeckoslovakien | 4    | 3      | 3     | 10     |
| 2         | Norge           | 0    | 1      | 0     | 1      |
| 3         | Schweiz         | 0    | 0      | 1     | 1      |